# Organizacja Palestyny Arabskiej
Organizacja Palestyny Arabskiej (arab. منظمة فلسطين العربية) – niewielka grupa partyzantów palestyńskich.
Istnienie organizacji ogłoszono w sierpniu 1969 roku. Twórcami partyzantki byli lewicowi rozłamowcy z Ludowego Frontu Wyzwolenia Palestyny – Główne Dowództwo, a jej pierwszym i jedynym dowódcą Ahmed Zaarur. W chwili sformowania oddziały wierne grupie liczyły około 50 bojowników. W sierpniu 1969 roku formacja przyznała się do zamachu bombowego na izraelskie stoisko na Międzynarodowych Targach Wielobranżowych w Izmirze. 8 lipca 1971 roku Organizacja Palestyny Arabskiej wraz z Organizacją Walki o Wyzwolenie Palestyny i Palestyńskim Ludowym Frontem Walki włączona została do struktur Al-Fatah.